# Mexiletin
| Halbwertszeit       | 9–12 (8–20) Stunden |
| Bioverfügbarkeit    | ~ 90 %              |
| Plasmaeiweißbindung | ~ 70 %              |
| Elimination         | Leber               |
| Verteilungsvolumen  | 5,5–9,5 l·kg−1      |
| Verstoffwechslung   | CYP2D6              |

Mexiletin ist ein Arzneistoff gegen ventrikuläre Herzrhythmusstörungen aus der Gruppe der Antiarrhythmika Ib nach Vaughan-Williams und zur symptomatische Behandlung von Myotonie bei erwachsenen Patienten mit nicht-dystrophen myotonischen Erkrankungen. Es ist der Struktur von Lidocain und Tocainid ähnlich. Ursprünglich war es als appetitmindernder und antiepileptischer Wirkstoff eingeführt worden, bis man seine antiarrhythmischen Effekte entdeckte. Der Arzneistoff wurde in Deutschland bis September 2009 von Boehringer unter dem Namen Mexitil® vertrieben. Seit Januar 2019 ist es für die Behandlung der nicht-dystrophen Myotonie bei Erwachsenen unter dem Namen Namuscla® in Deutschland erhältlich.

## Elektrophysiologische Wirkungen
Wie alle Antiarrhythmika der Klasse I hemmt Mexiletin den schnellen Natriumkanal. Es verkürzt das Aktionspotential der Herzkammer und stabilisiert das Membranpotential.
Mexiletin verlängert nicht die QT-Zeit und bietet sich deshalb als Alternative an, wenn eine medikamenten-induzierte Kammertachykardie vom Torsade-de-pointes-Typ aufgetreten ist oder ein Long-QT-Syndrom besteht, bei dem andere Antiarrhythmika wie Chinidin, Sotalol, Procainamid oder Disopyramid kontraindiziert sind. Da die Wirksamkeit von Mexiletin allein recht bescheiden ist, wird es oft mit Erfolg in Kombination mit Chinidin, Propranolol, Procainamid oder Amiodaron verabreicht, wobei von den jeweils eingesetzten Substanzen geringere Dosen erforderlich sind und somit die Häufigkeit von Nebenwirkungen verkleinert werden kann.

## Hämodynamische Wirkungen und Indikation
Mexiletin hat auch bei Patienten mit Herzinsuffizienz nur geringe Auswirkungen auf die Kontraktionskraft des Herzens oder das Kreislaufsystem. Mexiletin wird zur Behandlung ventrikulärer Herzrhythmusstörungen eingesetzt. Ein Therapieversuch ist auch dann sinnvoll, wenn Lidocain keine Wirksamkeit gezeigt hat. Es ist bei QT-Verlängerung anwendbar. Die einzige Indikation für die es aktuell verfügbar ist, ist die symptomatische Behandlung von Myotonie bei erwachsenen Patienten mit nicht-dystrophen myotonen Erkrankungen.

## Anwendung
Eine langsame Dosissteigerung in den ersten Tagen wird empfohlen, bis der gewünschte Effekt auf die Herzrhythmusstörungen eingetreten ist oder Nebenwirkungen wie Tremor eine weitere Dosiserhöhung nicht erlauben. Die Erhaltungsdosis ist individuell sehr verschieden und sollte durch Spiegelbestimmungen abgeklärt werden. Bei angeborenem Mangel an CYP2D6, Nierenversagen, schweren Lebererkrankungen oder Herzinsuffizienz muss die Dosis vermindert werden, bzw. die Einnahme ist kontraindiziert.

## Unerwünschte Wirkungen
Nebenwirkungen von Mexiletin sind dosisabhängig und neurologischer Natur. Sie beinhalten Tremor, Sehstörungen, Schwindel, Stimmungsschwankungen und Übelkeit. Selten kommt eine Thrombozytopenie vor. Beim Syndrom des kranken Sinusknotens besteht die Gefahr der Bradykardie oder einer Verlängerung der Sinusknotenerholungszeit (SKEZ). Bei neu aufgetretenem Schenkelblock soll es abgesetzt werden. Die Funktion des Herzmuskels wird durch orales Mexiletin nicht gehemmt, dies soll aber bei intravenöser Anwendung vorkommen.

## Wechselwirkungen
Die Substanzen Phenytoin, Phenobarbital und Rifampicin führen zu einer vermehrten Verstoffwechselung von Mexiletin durch Enzyminduktion in der Leber. Dies hat eine verringerte Wirksamkeit im Vergleich zu derselben Dosis ohne Wechselwirkung zur Folge und führt zum Erreichen einer toxischen Dosis, sollte die Enzyminduktion bspw. durch Absetzen der genannten Medikamente nachlassen. Mexiletin kann die Wirksamkeit von Theophyllin erhöhen. Chinidin hemmt CYP2D6 und verlangsamt so den Abbau von Mexiletin. Antazida und Atropin vermindern die Resorption im Darm, Metoclopramid erhöht sie.

## Stereoisomerie
Mexiletin enthält ein Stereozentrum, ist also chiral. Als Arzneistoff wurde das Racemat eingesetzt, ein 1:1-Gemisch der isomeren (R)-Form und der (S)-Form.